# Lepidocampa weberi
Lepidocampa weberi är en urinsektsart som beskrevs av Oudemans 1890. Lepidocampa weberi ingår i släktet Lepidocampa och familjen Campodeidae. Inga underarter finns listade i Catalogue of Life.